# Ivana Šebestová (Regisseurin)
Ivana „Iva“ Šebestová (* 1979 in Poprad) ist eine slowakische Trickfilmerin und Illustratorin.

## Leben
Ivana Šebestová wurde in Poprad geboren und studierte an der Hochschule für Musische Künste in Bratislava. Sie absolvierte dort ein Master- und Promotionsstudium im Fach „Animationsfilm“ und schloss es 2005 mit Film Lionardo Mio ab. Später lehrte sie dort auch.
Im Jahr 2007 konnte sie mit ihrem Debütfilm Štyri (internationaler Titel: Four) mehrere nationale und internationale Preise gewinnen. Gemeinsam mit dem 2013 veröffentlichten Film Sneh (Snow) und Žltá (Yellow) aus dem Jahr 2017 bildet der Film Štyri eine Trilogie über die weibliche Seele.
Šebestová führte gemeinsam mit Katarína Kerekesová beim 2010 veröffentlichten Kurzfilm Kamene Regie, welcher unter dem internationalen Titel Stones 2008 beim Festival d’Animation Annecy gezeigt wurde. Danach arbeiteten sie bei den Filmen Mimi a Líza: Záhada vianočného svetla und Mimi a Líza: Záhrada erneut zusammen. Für den erstgenannten Film wurden sie 2019 mit den Slnko v sieti in der Kategorie „Nejlepsí animovany film“ („bester Animationsfilm“) ausgezeichnet. Der zweitgenannte Film wurde 2022 beim Filmfestival Cottbus gezeugt.